# Sobór św. Aleksandra Newskiego w Pietrozawodsku

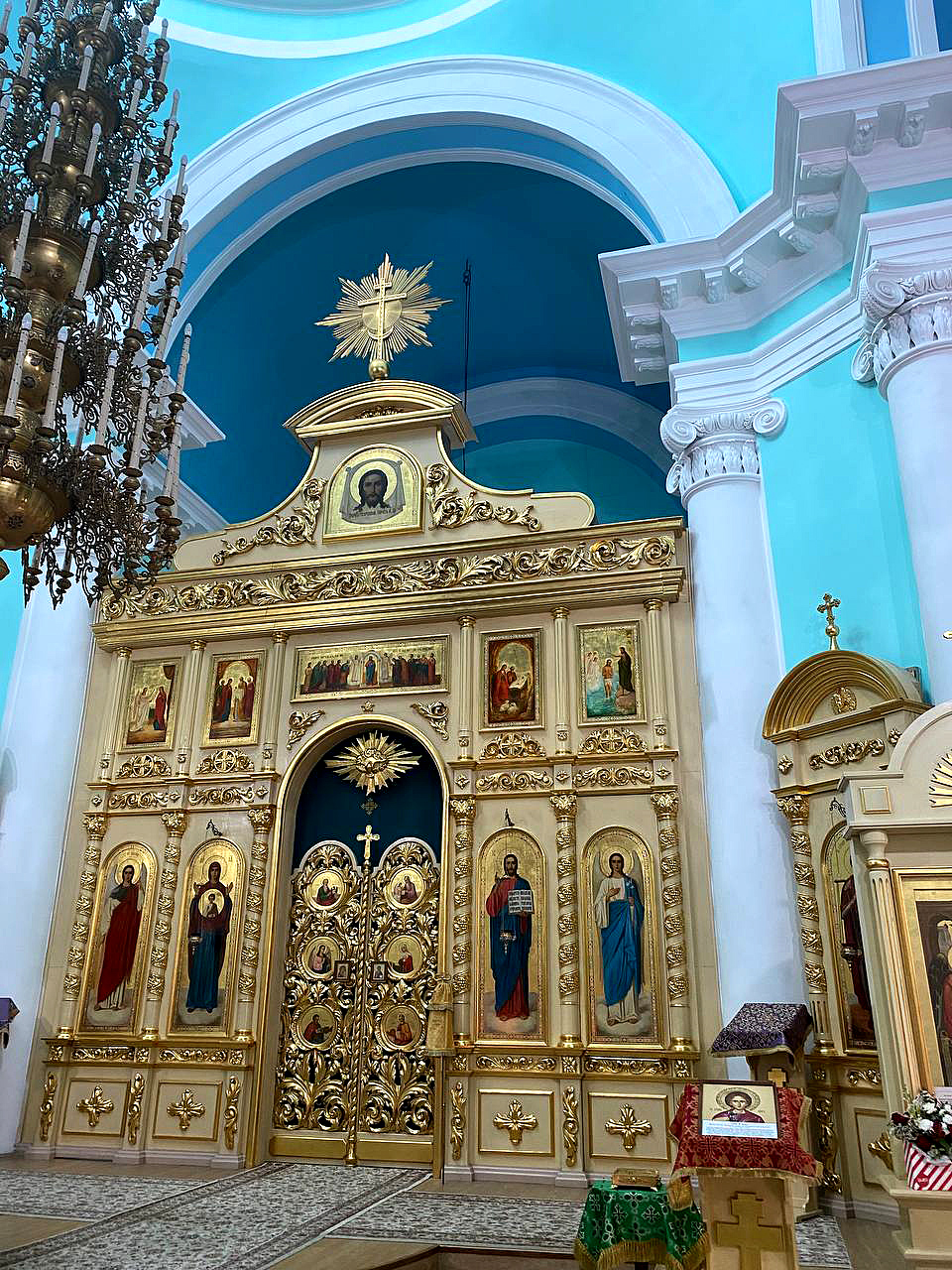
Ikonostas (2023)

Sobór św. Aleksandra Newskiego – prawosławny sobór w Pietrozawodsku, katedra eparchii pietrozawodzkiej i karelskiej.
Sobór został wzniesiony na pamiątkę zwycięstwa Rosjan w wojnie przeciwko Napoleonowi Bonapartemu odniesionego w 1812. Projekt budynku w stylu klasycystycznym wykonał Aleksandr Postnikow, zaś zatwierdził car Aleksander I w 1819, jednak z powodu wysokich kosztów budowy obiekt był gotowy dopiero 12 lat później. Środki na wzniesienie soboru pochodziły ze zbiórki przeprowadzonej wśród mieszkańców Pietrozawodska. Uroczyste poświęcenie gotowej cerkwi miało miejsce 27 stycznia 1832.
Sobór był czynny do 1929, kiedy władze stalinowskie zarekwirowały go Rosyjskiemu Kościołowi Prawosławnemu i zamieniły na muzeum regionalne. Dopiero w grudniu 1991 prawosławni odzyskali obiekt. Sobór wrócił do użytku liturgicznego po remoncie zakończonym w 1999. 3 czerwca 2000 odnowioną świątynię poświęcił patriarcha Moskwy i całej Rusi Aleksy II. Przekazał on również dla cerkwi kopię cudownej Włodzimierskiej Ikony Matki Bożej. Na dzwonnicy soboru rok wcześniej zostało zawieszonych osiem dzwonów różnej wielkości.
Od 2000 sobór św. Aleksandra Newskiego jest katedrą eparchii pietrozawodzkiej i karelskiej. Wcześniej funkcję tę pełnił drugi sobór prawosławny Pietrozawodska, noszący wezwanie Podwyższenia Krzyża Pańskiego.